# Dialetto viareggino
Il dialetto viareggino o, più correttamente, vernacolo viareggino, è una lingua vernacolare sottogenere del dialetto lucchese, diffusa nella Riviera Lucchese.  
Rispetto al dialetto lucchese, presenta peculiarità nella pronuncia, per l'uso di varianti lessicali e di termini ed espressioni proprie, talune di derivazione straniera. La versione parlata nei paesi di Massaciuccoli (comune di Massarosa) e Torre del Lago Puccini (comune di Viareggio) risente di influssi pisani. 
A fine XIX secolo Viareggio aveva una fiorente marineria, il che ha permesso ai marinai locali, di incontrare lingue diverse e introdurre nella loro lingua alcune espressioni di origine straniere. Inoltre, a causa della lunga storia marinara della città, numerose espressioni e modi di dire, sono di origine marinaresca.  
Infine, alcune espressioni tipiche fanno riferimento alle storiche rivalità con le città vicine, specialmente Lucca.

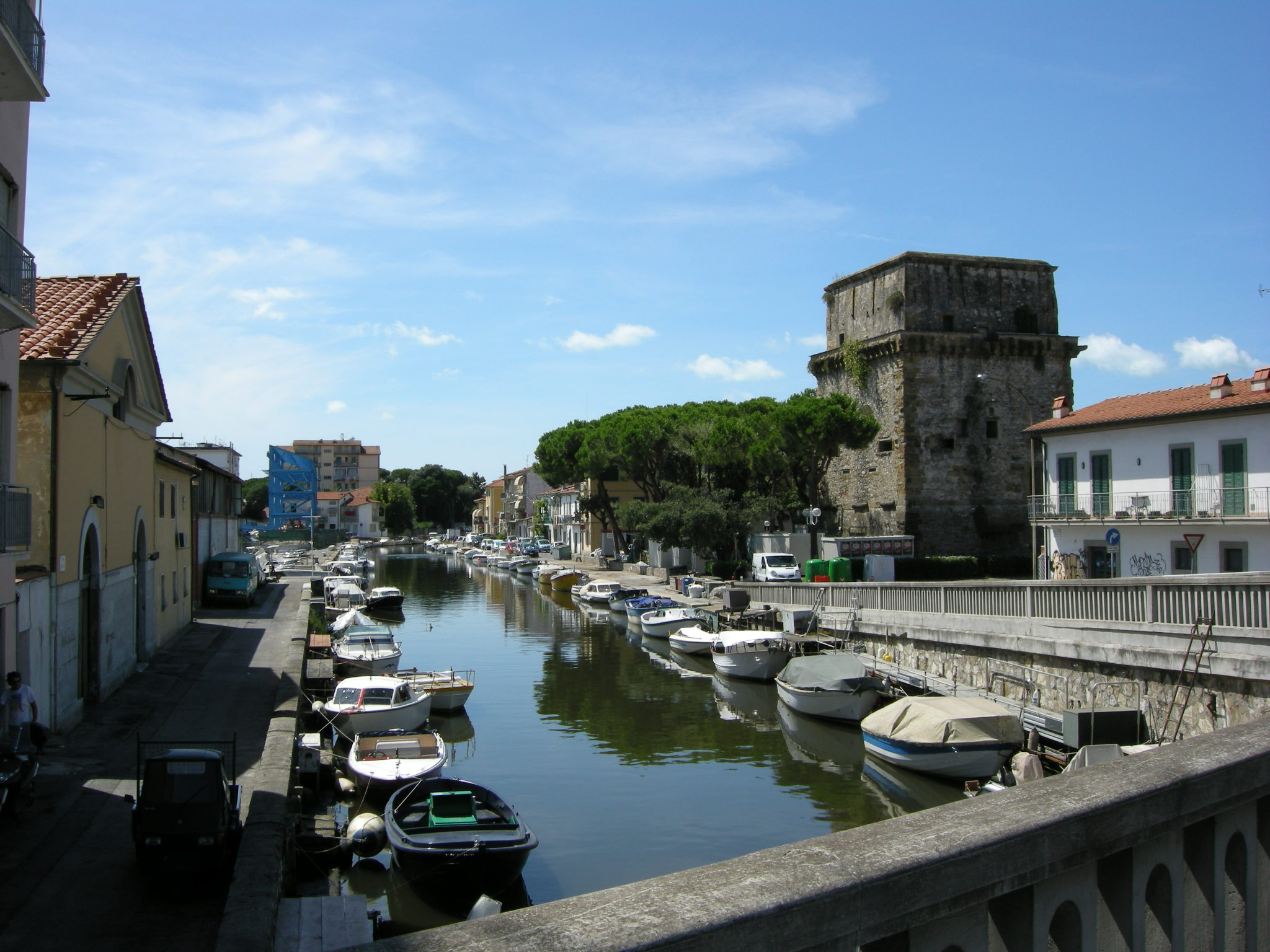
La Torre Matilde e il canale Burlamacca, cuore del Rione Vecchia Viareggio, visti dal Ponte di Pisa. Sulla sinistra i vecchi Magazzini del Sale

## Esempi di espressioni
Esempio parziale e non esaustivo di alcune delle espressioni più tipiche del dialetto viareggino. 

### Esempi di parole tipiche[2][3]

#### A[4]
- A carimiccio: portare una persona in collo
- Abbaccà: saltare
- Abbaccafossi: persona dalle gambe lunghe (dispregiativo)
- Abbacchì: demoralizzare
- Abbaruffà: mettere in disordine (anche in senso figurato)
- Abbiliàssi: rattristirsi, avvilirsi, angosciarsi
- Abbioccassi: appisolarsi
- Abboccatìccio: persona di gusti poco raffinati
- Abboddissi: sdraiarsi, da: bodda (rospo)
- Abbracchìto: avvilito
- Accaccarellassi: rannicchiarsi
- Acciaccià: schiacchiare
- Acchità: agire immediatamente
- Acciocchito: inebetito, intontito, addormentato
- Acciottelloràssi: sdraiarsi a prendere il sole, da ciottellora (lucertola)
- Acciottorà: fare rumore
- Acciottorume: confusione
- Acciuccignà: accartocciare, stropicciare
- Accotrozzolà: spostare qualcosa in modo rude e rumoroso
- Acculassi: muoversi indietro, sedersi
- Ada: guarda (imperativo)
- Addìvide: dimostrare
- Aggaglià: inquietare
- Agganghito: (variante: agghenghito), contratto. (Morire agganghito: morire male, provando rabbia)
- Agghietrà: arretrare
- Aggiaccassi: sdraiarsi
- Albatrello: scemo; corbezzolo
- Alleccurì: far venire voglia
- Allegrì: provare fastidio per lo stridere dei denti
- Alleonà: prendere forma
- Allocchì: far confondere
- Àmbora: camera
- Ammattassi: vestirsi in modo eccentrico
- Anaciàto: ubriaco (d’anice)
- Anchetta: sgambetto (in senso figurato: imbroglio)
- Anco: anche
- Anniffato: scuro in viso (in senso figurato)
- Aonco: spasmi del vomito
- Appalloccorà: aggrumare
- Appetto: in confronto
- Appipporà: avere la pelle d'oca
- Appitonàssi: mangiare troppo
- Appitoràssi: cedere al sonno
- Appreso: affetto da raffreddore o influenza
- Arégge: reggere, sorreggere
- Aronzà: mandare via qualcuno
- Aruciolà: arrotolare, anche in senso figurativo di maltrattare
- Attopato: voglioso sessualmente o vestito in modo elegante

#### B[5]
- Baàna: (variante: brendana) donna mal vestita
- Balloncioro: castagna lessa
- Bào: (varianti: bao cicco, bao neccio, cicco bao) molto, sia come aggettivo che come esclamazione rafforzativa
- Belladonna: prostituta
- Bellìoro: ombelico
- Bellìoroso: coraggioso
- Bellùria: cosa bella
- Bòdda: (varianti bòdda caona, bòdda stiacciona): rospo
- Bòffice: sedere, culo, fortuna
- Brignoccoro: pietra preziosa
- Bràalone: persona trasandata
- Brentóne: letto
- Bronzola: bolla
- Buacenci: sarto
- Bugnà: brontolare, mugugnare
- Buiòlo: secchio, in senso figurato: donna facile
- Bùone: persona fortunata
- Burbiglione: scarafaggio
- Bùria: grillotalpa

#### C[6]
- Càabasso: persona bassa (dispregiativo)
- Caccarè: persona magra e di bassa statura
- Caccaro: sporco aggrumato
- Caciòttoro: grumo
- Càadòro: coleottero verde brillante
- Caàna: diarrea, dissenteria
- Caona: paura (variante: scacàccia)
- Carabòttolo: barattolo di latta
- Camùciolo: elicriso, figurato: cosa di poco valore
- Cèa: avanotto di anguilla[7]
- Chiocca: testa (variante: chiorba)
- Chioccone: duro a capire, stupido (variante: chiorbone)
- Ciàffaro/Ciaffaròna: persona paffuta e un po' rustica
- Coltellaccio: cannolicchio[7]
- Cómbero: anguria
- Cotrione: schiena

#### D[8]
- Diàntine: diavoleria
- Dèlafia: esclamazione. Ha molte varianti, tra le quali: dèlofio, dèlafibbia, dèlanena, dèlanezza, dèlapotta, dèlapottisa, de la po' po' di pottisa, dèlapovera, dèlasporta, dèlafischia, dèlafistia, dèlafilza, dèlazia tèlafia, tèlofio ecc.
- Dàmo e dàma: fidanzato e fidanzata
- Dibisciassi: divincolarsi
- (Per) Didavero: (per) davvero
- Diperìde: per ridere
- Drusiana: donna facile

#### E[9]
- Eterno zifòne: termosifone

#### F[10]
- Fiataccina: affanno
- Filza Rosalba: sequela di parolacce
- Fiofanne: persona con poca resistenza
- Fòa: sassaiola
- Foìno: pidocchio
- Fùtere: persona vivace e veloce

#### G[11]
- Gaima: gabbiano
- Galappione: trappola per uccelli, in senso figurato: imbroglione
- Gallónzoro: pallina di rapini cotti
- Ganzo/a: amante
- Gavèdano: persona brutta
- Gavìolo: carico, nel gioco della briscola
- Giorno: pomeriggio
- Gnifito: nervoso, noioso
- Govòne: rigonfio
- Graciolo: briciola
- Grascìno: vigile urbano
- Grécchio: pensierino, complimento
- Grìccio: letto disfatto (dispregiativo)
- Grìmo: affollato
- Grognolo: pezzo di pane avanzato
- Gùbbio: stomaco

#### I[12]
- Icca buàna: vagina
- Ierdilà: Ierilaltro
- Imboddì: ingrassare
- Imbrennà: sporcare
- Imbriccà: salire su qualcosa
- Incaccarìssi: indurirsi, seccarsi
- Inciospà: fare cose maldestramente
- Ingubbiassi: mangiare esageratamente
- Insinnò: altrimenti
- Intopà: lavorare in modo impreciso
- Intrabiscolà: (variante: intrabuscolà): confondere, imbrogliare
- Intrafunà: imbrogliare
- Inzovànto: parecchio

#### J
- Jolly: jeans (derivato per antonomasia dal nome di un'azienda locale attiva a partire dal primo Dopoguerra)[13]

#### L[14]
- Labbrata: schiaffo
- Làmmia: cosa noiosa
- Lampottà: lampeggiare
- Lavarone: alghe e legni portati dal mare[15]
- Lécca: bastonata
- Leccafìe: persona meticolosa
- Leccantrùgli: goloso, avido
- Lecchìno: adulatore ,imbroglione, prepotente,
- Lecchinata: imbroglio, sopruso
- Lèllora: edera
- Léppio: sporco della pella
- Leppioso/a: persona sporca
- Lézzora: ragnatele di polvere
- Locco: citrullo
- Logro: tormento
- Loppòra: palpebra
- Lotro: otre
- Lucca!: esclamazione usata in sostituzione di "merda!" (a causa del secolare rivalità tra le due città)
- Lucchese: tirchio
- Lullì (lellì, lorolì): quello lì (quella lì, quelli lì), talvolta con senso dispregiativo
- Lulloròne: perditempo
- Luneddiàna: giorno di chiusura per barbieri e calzolai, tradizionalmente il lunedì

#### M[16]
- Madròne: respiro col fischio
- Malcaàto: persona o cosa sbagliata
- Malnemìo: contrario
- Mànfano: sedere
- Maóne: stomaco
- Margòffa: (variante: margóna) donna bassa e grassa
- Marugàno: persona maleducata
- Mattàna: agitazione
- Méggia: grosso sterco
- Merdaccino: scarabeo stercorario
- Miccio: asino
- Mignagnora: cosa da poco
- Minonna: scintille prodotte del fuoco
- Mirinvengo: ragione, buonsenso, orientamento
- Monturàssi: vestirsi bene
- Mòtta: grande quantità di pesce
- Muciétta: manciatina
- Mutàssi: indossare l’abito buono

#### N[17]
- Nena: organo genitale femminile
- Nenàta: capricci, sciocchezze
- Nérchia: organo genitale maschile
- Nicchia: arsella (tellina), organo genitale femminile
- Nicchio: arsella (tellina)[7][18]
- Nìcchise!: per niente!
- Noaltri: noi
- Nòe (varianti: nòvve, nòvve-po’): modo per enfatizzare un "no"
- Nomìcchioro: soprannome
- ’Nzovànto: (variante: 'unzovànto) moltissimo

#### O[19]
- Ombrellìno: ragazza di facili costumi
- Ordinòtte: crepuscolo
- Órellànno: l’anno scorso

#### P[20]
- Palcheggià: camminare avanti e indietro
- Palla di lavarone: egagropilo
- Pallante: cormorano[7][21]
- Palle dell’occhi: bulbi oculari, occhi
- Pallétio: noia
- Palloccoróso: pieno di grumi, figurato: noioso
- Pappà: papà
- Pataffióne: ceffone
- Péscio-porco: (variante: porco di mare) delfino[7][21]
- Pillaccherone: svogliato
- Pinella: pinolo
- Pisalanca: altalena
- Pìtoro: pulcino, (figurativo) stupido
- Poggiòni: dune
- Potta: organo genitale femminile
- Potta di mare: (variante: pottamarina) medusa (specialmente i polmoni di mare)
- Póttaione: (variante: Potta di Modena) spaccone, vanesio
- Pòttalessa: persona lenta
- Pottàta: spacconata
- Pottìno: (variante: pellistrello) torpedine[22]
- Pretìno: chierichetto
- Puciòso: avaro
- Puntone: cazzotto
- Puttàno: (variante: puttào), sedere (dispregiativo)

#### R[23]
- Ràgano: persona molto brutta (dispregiativo)
- Regulìzio: liquirizia
- Rimbamborì: rincretinirsi
- Ringazzullìssi: (varianti: ringalluzzìssi, ringalluzzorìssi), esaltarsi
- Riulà: arrotolare, rimboccare
- Riùla: risvoltino
- Rufolà: frugare
- Rumà: mescolare

#### S[24]
- Sanfasò: sconclusionato
- Sarocchìno: mantellina incerata da bambini
- Sbaroccià: perdere il controllo, sbagliare
- Sbilurcià: sbirciare
- Sbrodà: eiaculare
- Scépe: cespuglio, siepe
- Scepóne: ammasso
- Sciabigòtto: scemo
- Sciograto: elegante, raffinato
- Sgrendinato/a: persona dall'aspetto disordinato
- Sbellioràssi: sbellicarsi dalle risate
- Scaarito/a: smunto/a, esile
- Sciambràna: chiambrana
- Sciambrottà: agitare un liquido
- Sciancato: zoppo
- Scilinguagnoro: il parlare
- Scimmia di mare: egagropilo
- Sciòa: folla in movimento
- Scucissi: scomodarsi
- Séto: odore o sapore cattivo
- Sgallettorà: stare in mezzo alle donne
- Sganzà: cambiare partner con facilità
- Sgrumà: lavare a fondo
- Smandrillà: fare qualcosa velocemente e con leggerezza
- Smaonà: mangiare eccessivamente
- Spampanà: mettere disordine
- Sparacià: aprirsi la camicia
- Sparocchià: uscire dai propri confini, anche in senso figurato
- Spaurì: prendere o mettere paura
- Speorellà: l'incresparsi del mare
- Spillaccorà: ridurre in brandelli
- Spillaccherone: sporco
- Spraccà: allargare
- Sprocco: spina
- Steccurito: rigido
- Stòmbao: stomaco
- Straccà: l'azione del mare di portare sulla spiaggia residui
- Straccale: residuo portati dal mare
- Stroncapinétti: persona malaticcia

#### T[25]
- Tambào: sedere, culo
- Tamburlàno: oggetto ingombrante e antiquato (dispregiativo)
- Taràntola: geco
- Tavìa: ancòra
- Topeggià: aggeggiare
- Treppià: calpestare
- Tròccolo: cosa ingombrante
- Troiaio: cosa o persona ributtante
- Tronfià: russare (tronfióne: significa anche russatore)
- Tronfiamìccio: altezzoso (variante: tronfióne)
- Tróno: tuono
- Tròno: WC
- Tulloròne/a: sempliciotto/a (da: Tùllora, castagna secca bollita in acqua o latte)

#### U[26]
- Ugnimò: comunque
- Úttumia: scheletro

#### V[27]
- Vàgero: girovago
- Voaltri: voi

### Esempi di termini ed espressioni introdotti da altre lingue[28]
- Abagiù: lampada con paralume, dal francese abat-jour
- Barcobestia: imbarcazione viareggina, dall'inglese best barc[29]
- Brècche: catrame, dall’inglese black
- Ciortone: sgombro, dall'inglese short tuna[22]
- Debà: icicaleccio, dal francese debat
- Degagé: sfizio, contegno, dal francese dégagé
- Dropise: mentine, dalle caramelle inglesi drop
- Grogrè: nastro rigido per rifiniture di abiti, dal francese gros-grain
- Lìcitte: servizi igienici
- Lingiari: vestiario intimo, dal francese lingerie. Assume anche il significato di cianfrusaglia
- Sanfasò: come viene, dal francese sans-façon
- Santiviceturi: qualcosa di prezioso (es: 'un mi rompe 'santiviceturi: non rompermi le palle: Dal termine santificetur (presente nel Padre Nostro in lingua latina)
- Sciaffé: autista, dal francese chauffeur
- Tegàme: prostituta, donna di facili costumi, dall'inglese The game: nome di un locale di Livorno aperto durante la Seconda Guerra Mondiale, frequentato da soldati alleati e da prostitute locali
- Tirabusciò: cavatappi, dal francese tire-bouchon

### Esempi di modi di dire[2]

#### Esempio di modi di dire e parole di origine marinaresca
- A’ ccolpi di mare: alle disgrazie
- Anco la razza è doventata un pescio fino: espressione che indica qualcuno che, senza motivo, si dà arie
- Andà a ppaiólo: scendere in basso
- Andà di burìna: (variante: andà di bolina) andare di fretta
- Andà di poppa: procedere regolarmente
- Andà di prua: avere fretta
- Anda’ per i su venti: seguire la propria strada
- Arcile in carena: mancanza di cibo
- Au tartana: (variante: au tattana, alò tartana), espressione che indica incredulità e incertezza, come quella del rientro delle lente tartane
- Avé i vventi al naso: essere arrabbiato
- Avé l’ancora a picco: essere addormentato
- Avello nella rena: (variante: nel cuffio) essere finito o esser stato imbrogliato
- Bòne le cée!: esclamazione rivolta a una persona inutile o poco affidabile
- Coda di ziffa: tromba marina
- Come la réna: in grande abbondanza (ad es. "ce n'è come la réna di vella robba lì": ce ne è moltissima di quella roba)
- Empissi fino al trincarino: mangiare eccessivamente
- Esse al diàcio: essere al comando
- Essici maretta: essere presente una situazione tesa
- Fà l’occhi di triglia: guardare con occhio languido
- Fà vedé che vento tira: espressione di minaccia
- Ghidona: giostra
- In bando: lasciato andare
- Incattivì: rendere inservibile
- Incorallata: incinta
- Leva’ vòlta: andarsene
- Malafóra: mari diversi dal Mediterraneo
- Mangia’ ’l vento a un altro veliero: tallonare (anche figurativamente) qualcuno
- Mette la pruga al vento: andarsene in fretta
- Mollà la scotta e la mezzana: andarsene a fine lavoro
- Naviga’ alla cappa: agire da soli
- Naviga’ alla scarsa: avere pochi mezzi
- Occhi a bogamorta: sguardo inespressivo
- Ormeggia’ in darsena e aspetta’: fermarsi ed aspettare
- Patàna: stanchezza
- Tira' ’l ghiòne: lavorare duro
- Randa randa: molto vicino
- Resta’ ne’ ’ttramagli: rimanere di sasso
- Resta’ nelle secchìne di Barberìa: rimanere nelle difficoltà
- Sape’ dove dorme ’l polpo: essere scaltri, sapere come muoversi
- Scazzaburèllo: Improvvisa raffica di vento
- Sciabigotto: sciocco (da sciabica, rete usata soprattutto da pescatori anziani[30])
- Sfondagozzi: persona rozza
- Stare alle velette: ascoltare attentamente o spiare
- Troncassi ’n chiglia: affaticarsi
- Vole’ insegna’ al pescio a nota’: ostentare conoscenza a qualcuno che ne ha di più
- Uscì fòri dal nicchio: iniziare la pubertà

#### Esempio di altri modi di dire
- A bischero sciolto: liberamente
- A buo a buo: appena in tempo
- A buo céo: a caso
- A buo punzone: chinati in avanti
- A ceccia: seduto
- A ciottoroni: buttato o disteso a terra
- A cotrozzoli: detto di qualcosa o qualcuno che cade rumorosamente
- A piètto: di colpo, immediatamente, velocemente
- A pippa di ronzone: (varianti: a bùo di 'ulo; a gava) alla meglio, a vanvera
- A urlo d’upo: senza controllo
- A réfenero: in grande quantità
- Ahibbò!: (variante: ibbò!) espressione che indica disgusto
- Ahibbò trògliai!: Oh sporcaccioni!
- Al pizzo: al verde (senza soldi)
- Alla barù: a caso
- Andà (o finì) a gamb'allaria: fallire
- Andà a svelassi: appartarsi per consumare atti sessuali
- Andà in chiccabuana: starsene in disparte
- Andà nel brentone: Andare a dormire
- Arègge ’l mòccolo: Assistere alle effusioni di due persone
- Avé il tempo addosso: essere stanco
- Avé le palle a rovescio: essere irritabile
- Avé le spalle tonde: essere sfaticato, svogliato
- Avé il coccioro piombato (o impiombato): essere stitici
- Avella da rovescio: essere irritato, avere una giornata storta
- Avella nel gubbio: non sopportare qualcosa
- Avvoàto Cencetti: difensore non richiesto
- Bacià basso: umiliarsi
- Battesimà il vino: allungare il vino con acqua
- Buà (scola): marinare la scuola
- Bùo strinto: tirchio
- Bùo spanàto: (variante: bùo di neccio) molto fortunato
- Bel mi te: espressione affettuosa
- Bè 'mmi tempi: espressione nostalgica
- Biascià avemmarie: parlare in modo incomprensibile
- Bolli’ e mal còce: parlare a vanvera
- Bonanotte sonatori!: esclamazione che indica una situazione irrecuperabile
- Buttassi all’imbrao: oziare
- Buttassi a pallette: sdraiarsi
- Casca’ l’occhio dal sonno: avere molto sonno
- C’è da fa’ e da dì: espressione che indica una situazione che richiede molto lavoro
- Chi ha più ha sei: detto che indica scarsità
- Chiama e rispondi: indica un tempo lungo
- Ci core dal giorno alla notte: c’è molta differenza
- Cimato e un po’ rimesso: espressione che indica una persona scaltra
- Di buzzo bono: con impegno
- Dì il bene: pregare, recitare preghiere
- Di riffe o di raffe: in un modo o nell'altro
- Di tràina: di traverso
- E coda: (variante: e la 'oda) eccetera
- È morto il miccio e chi lo mena: (è morto l'asino e chi lo conduce) quando si attende qualcuno o qualcosa che non arriva; non c'è più speranza
- En cotti i ’nnicchi e spento ’l foo: riferito a qualcosa di concluso
- En velli de ’ffagiolini: riferito ai lucchesi (a Lucca c'era una grande produzione di fagioli), ritenuti proverbialmente tirchi
- Èsse come ’l Pacchini: non buttare via niente
- Èsse del gatto: trovarsi in una brutta situazione
- Èsse per le bue: essere malati
- Fà (o èsse) come vello che ni caò sull'uscio e la mattina la rivoleva: avere faccia tosta
- Fà comparita: avere un bell'aspetto
- Fà alle secchiette: visitare un posto assiduamente
- Fà da potta e da culo: andare bene per tutte le circostanze, in senso dispregiativo o canzonatorio
- Fà i gattini: vomitare
- Fà il Nesci: fare finta di niente
- Fà il tambào: umiliare, fisicamente o moralmente
- Fà piglià la via del solco vecchio: dare la fuga
- Fà scappà ’l miccio: far perdere la pazienza
- Fà vede’ a che ora fa giorno: darne di santa ragione
- Fanne più che Cacco: persona che compie azioni poco chiare
- Fatto e sputato: identico
- Fii secchi: cose di poco valore
- Gònfia!: stesso significato di Verga, tintore!
- In donabbando: con trascuratezza
- Intende dal bùo come le scimmie: persona che fraintende spesso
- In tre balletti: velocemente
- L’arco è di fio: oggetto o situazione poco sicura o incerta
- Laggiù mamài: molto lontano
- Lascià a tanti del mese: abbandonare senza preavviso
- Levà di sentimento: infastidire
- Lellì (lullì) è le’ (lù) e basta: persona egoista
- Lellì (lullì) fa la calza a tutti: persona che parla male degli altri
- Lullì (lellì) coglie i ’ffrutti tagliando l’albero: persona che rovina ogni cosa
- Lullì (lellì) ’un perde un’acciata: persona svelta e solerte
- Lullì (lellì) vorebbe soffiassi ’l naso col matone: persona che agisce oltre le proprie possibilità
- Levà l’anima: importunare
- Levassi dalle pampine (da ’ccoglioni): togliersi di torno
- Lulli' vorrebbe soffiassi il naso col matone: detto di chi vorrebbe fare cose impossibili
- Ma un usa ’l godé vest’anno?: escalamzione che indica noia
- Mal del clubbe: (variante: mal del nodo) difterite
- Mangià d'asciutto: mangiare senza piatti caldi
- Mangia ’l mio, ’l tuo e vello di Giagàno: detto di persona insaziabile
- Maria per avè: (variante: Maria per cercà) invocare Maria per avere grazie, riferito a richieste irrealizzabili
- Menimela Gianna!: esclamazione che indica un qualcosa che tarda ad arrivare
- Mètte allo scepìno: mettere in difficoltà
- Mètteci un toppino: troncare una conversazione
- Mèttisi la via fra le gambe: avviarsi
- Montà ’l cifutti: irritarsi
- Muso leto: faccia da delinquente
- Muso prugno: (variante: muso prugnolo) faccia da schiaffi
- Nato da 'n cane: offesa rivolta a qualcuno
- Nato e caàto: rafforzativo delle caratteristiche di una persona, ad es. "lullì è un figlio d’an cane, nato e caàto": quello lì è un disonesto, decisamente
- Nasce un bàmboro e va ritto: espressione che indica una lunga attesa
- Né oca né uccello: indefinito (né carne né pesce)
- Nella 'antera di fondo: non essere considerato
- Ni c’ha ditto palèo: è andata male
- Nientepopòdimenoche: espressione che indica stupore (anche in senso sarcastico)
- Non fassi soffià ’l naso da nessuno: non aver paura di nessuno
- Non si rinviene dal naso alla bocca: persona sbadata
- Occhi affrittellati: occhi assonnati
- Occhi ’n tralice: occhi strabici
- Occhio bào: occhi semichiusi
- Ócchialone: persona che fissa
- Ohimmèna: (varianti: ohimmè, immè, immena), espressione che indica stanchezza fisica o morale
- Palle di semola (o sémbola): persona senza carattere,
- Palma di vell’òmo: uomo terribile
- Pàparo pàparo: comodo, agiato
- Passà per occhio: passare inosservato
- Passino i ’ppisani: aver sonno
- Pesà ’l tetto in testa: non riuscire a rimanere in casa
- Potta di Modena: arrogante
- Potta mié: esclamazione di stupore
- Portà al Pacchìni: disfarsi di qualcosa
- Puzzin le buètte?: presa in giro verso persone basse
- Rènde l’anima a Dio: essere in cattive condizioni di salute o eccessivamente magri
- Rèspice fine: fine assoluta
- Restà a ganghìna: rimanere sorpresi negativamente
- Riempissi ’l maone: mangiare molto
- Salì ’n barbana: ubriacarsi
- Saltà lo scepìno: concedersi facilmente (dispregiativo)
- Sbaglià bùo: sbagliare scelta
- Scacàrcia al culo: paura
- Sei vel che pòi èsse: offesa verso qualcuno
- Sembrà ’l cavallo del Ciòra che ha cento mali sotto la ’oda: persona in cattivo stato di salute
- Spende ’l core e l’occhi: sperperare molto
- Stare in pena: essere scomodi
- Stiàmpa d’òmo: uomo forte
- Stiàmpa di figlióla: ragazza formosa
- Te l’hai a tanganà: espressione volgare per rifiutare qualcosa o mandare a quel paese
- Testa a sciambràna: testa quadrata (scherzoso)
- Tra le bisce e le bodde: luogo impervio
- Trovà ’l pampìno: trovare una soluzione
- Trovà pposo: darsi una calmata
- 'Un avé nianco l'occhi per piànge: non avere un soldo
- ’Un avé tanti lunari: andare subito al cuore delle questioni
- 'Un bel piglià: un buon affare
- 'Un ave niànco l'occhi per piange: non avere niente
- ’Un c’è pitèna: non c'è niente
- ’Un c’è potta né paradiso: non c'è niente
- Un fottìo: molto, assai
- 'Un mangià per 'un caà: essere molto tirchi
- Un par di zeri!: per nulla, nient'affatto
- ’Un perde palata: non perdere occasione
- ’Un si rivince: non riuscire a risolvere qualcosa
- Vell’affare ’un vale un citto: (quella cosa non vale un centesimo) non vale niente
- Venì al costituisti: implorare
- Verga, tintore!: esclamazione per un problema che si ripete
- Zitto e buci: zittisciti
- Zuppa del Seghetti: una cosa da poco (deriva da: pane bagnato nel brodo di fagioli con poco olio)

### Esempi di proverbi[31]
- A Lucca odor di merda stucca: frase ingiuriosa contro Lucca
- A Tranquillo ni trombònno la moglie: essere troppo pazienti è svantaggioso
- A Viareggio tre cose 'n abbondanza: acqua, rena e 'gnoranza. Viareggio di tre cose è piéna: acqua, 'gnoranza e rena: detto sull'ignoranza e la povertà dei viareggini d'un tempo
- A’ ccamaioresi ni traboccò ’l matéo!: i camaioresi sono grezzi (riferito ad un aneddoto locale secondo il quale un viareggino e un camaiorese si sfidarono a chi avrebbe prodotto la maggior deizione all'interno in un matéo, un tipo di cappello, e vinse il secondo)
- Alla Ro’ ni si bruciò il culo e la camicia no: dicesi di persona molto fortunata
- Alla sora bona ne l’hanno rosiata i ’ttopi: A fare del bene c’è da rimetterci
- Ama ’l mare e tiéniti a téra: mantenere il buonsenso e la prudenza
- Anco alla puce ni viene la tosse: persona misera che si crede di essere importante
- Aranci e limoni, lucchesi buggeroni: riferito ai turisti che vogliono sembrare più ricchi di quanto in realtà dimostrino di essere
- Camaioresi sette facce: non ci si può fidare dei camaioresi
- Chi è stato risparmiato dal mare una volta, ’un ci ritorni: se è andata bene una volta, non tentare nuovamente la sorte
- Chi giòa è sempre nudo e bruo: chi ha il vizio del gioco è sempre senza soldi
- Chi guarda a ogni nuvolo ’un pò mai fa’ viaggio: troppa prudenza non va bene
- Chiuìno catana, germano in padule: meglio un uovo oggi che la gallina domani
- Chi ’un ha soldi 'un abbi voglie: non si devono avere desidri oltre le proprie possibilità
- Chi ’un vol balla’ ’un vadi al veglione: non metterti in situazioni che non sei pronto ad affrontare
- Chi va per sona’ resta sonato: chi va baldanzoso, poi rimane scornato
- Chi vòl fila’ fila anco co’ uno stecco: a chi ha voglia e determinazione bastano anche pochi mezzi
- Cresce il còmbero... e secca il gambo!: detto a una persona che invecchiando ingrassa
- È la legge del menga, chi l’ha in culo se lo tenga: riferito a una regola truffaldina o svantaggiosa
- En come i ladri di Pisa, di notte rubino assieme e di giorno litighino: persone che litigano spesso ma fanno subito pace
- Fidati era un bònomo ma Untifidà era megliore: fidarsi è bene, non fidarsi è meglio
- I discorsi li porta via il vento e le biciclette i livornesi: parlare senza agire non porta a niente
- Il bòn marinaio si ’onosce dal cattivo tempo: il valore di una persona si vede nel momento di difficoltà
- Il lucchese è foòso ma prudente: i lucchesi mantengono il controllo
- Il lucchese 'un mangia per 'un caà: detto che sottolinea la tirchiezza dei lucchesi
- I ’vvecchi eno ’l senno de ’ggiovani: l’esperienza dei vecchi insegna sempre ai giovani
- La donna è come l’onda del mare che accarezza la rena e la porta dove vòle le’: la donna con le lusinghe fa fare all'uomo ciò che vuole
- La fine del marinaio è di morì a tèra: la vecchiaia arriva per tutti
- Le palanche volavino via prima che inventassero l’aeroplani: i soldi durano sempre troppo poco
- Montecristo incappucciato, stai nel porto ben legato: se l’isola di Montecristo è coperta dalle nubi, la bufera sta arrivando
- Padre Piglia sta in convento, padre Dà ’un ci sta dentro: in risposta a chi chiede sempre e non dà mai
- Per un peccatore affonda la nave: per la colpa di una sola persona ci rimettono tutti
- Piove, a Lucca la riparin coll’ombrello: presa in giro verso i lucchesi
- Posapiano un arrivo’ mai: facendo le cose con troppa calma non si raggiungono risultati
- Quando nevica naviga, quando ha nevicato stai nel porto ben legato: finché nevica il mare è calmo, quando smette diventa grosso
- Quando ’l mare mùgghia, ogni porto è bòno: durante le difficoltà vanno colte tutte le occasioni
- Quando la barca balla il mare mùgghia: cogliere le avvisaglie dei problemi che arriveranno
- Troppi cuochi smerdino la ’ucina: troppe persone su uno stesso problema sono controproducenti
- Tutti i ’ffiumi corìno a mare: ci sono molti modi per raggiungere un obiettivo
- Se la mi nonna avea le rote era 'n caretto: la storia non si fa con i "se"
- Senza lilleri ’un si lallera: senza soldi non si può far niente
- Viareggio: oggi male, domani pèggio: detto sulle dure condizioni di vita dei viareggini d'un tempo

## Autori
Tra i principali autori in vernacolo viareggino, figurano Lorenzo Viani ed Egisto Malfatti. 
Le canzoni del Carnevale di Viareggio fanno ampio ricorso a espressioni dialettali.
Inoltre, durante le celebrazioni del Carnevale di Viareggio, vengono annualmente organizzate rappresentazioni teatrali comiche in dialetto viareggino chiamate Canzonette.

### Lorenzo Viani

Lorenzo Viani

Lorenzo Viani (Viareggio, 1º novembre 1882 – Lido di Ostia, 2 novembre 1936) è stato un pittore, incisore, scrittore e poeta italiano. 
Tra i principali esponenti dell'espressionismo italiano, ha avuto una grande produzione letteraria, con largo ricorso al vernacolo viareggino. 
In modo affine al verismo di Giovanni Verga, i suoi personaggi appartengono a classi sociali basse e disagiate, e si esprimono in modo realistico.

### Egisto Malfatti

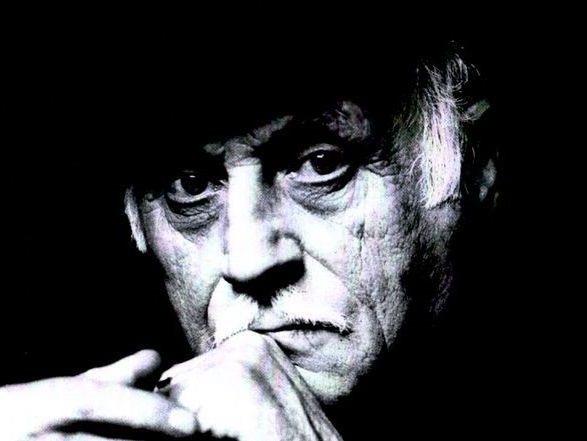
Egisto Malfatti

Egisto Malfatti (Viareggio, 23 agosto 1914 – Viareggio, 26 settembre 1997) è stato un poeta, attore teatrale, cantautore e regista italiano.
La sua attività artistica è principalmente legata al Carnevale di Viareggio ed in special modo al suo teatro vernacolare, che nel caso della manifestazione viareggina è chiamato Festa della Canzonetta.